# Bruno Gerhard Sohlberg
Bruno Gerhard Sohlberg ( 24 de septiembre de 1862, Pohja, Finlandia – 10 de septiembre de 1923, Villarrica, Paraguay) fue un arquitecto finlandés.

## Biografía
El padre de Sohlberg fue Herman Fredrik Sohlberg, quien se desempeñó como vicario de Pohja. Tenía diez hermanos, entre los que destacan el consejero de montaña Seth Sohlberg y la diputada Hedvig Sohlberg.  Sohlberg se casó con Rachel Kuschak de Hamina en 1895 en Estocolmo . La familia tuvo tres hijos en Paraguay.  Reha Mercedes, Ruth Isolde  y Tristan Ramon 
Sohlberg, que fue a la escuela en Tammisaari, estudió más tarde en la Escuela Técnica Superior de Turku. Después de graduarse, trabajó primero como arquitecto en Vyborg y luego, de 1895 a 1902, en Asunción, la capital de Paraguay. A partir de 1902, Sohlberg volvió a trabajar activamente en Vyborg durante doce años, hasta que en 1914 regresó a Sudamérica y trabajó como arquitecto urbano en Villarrica, Paraguay.  No se sabe mucho sobre la vida y la carrera de Sohlberg; por ejemplo, sus últimos años en Sudamérica son desconocidos en Finlandia.

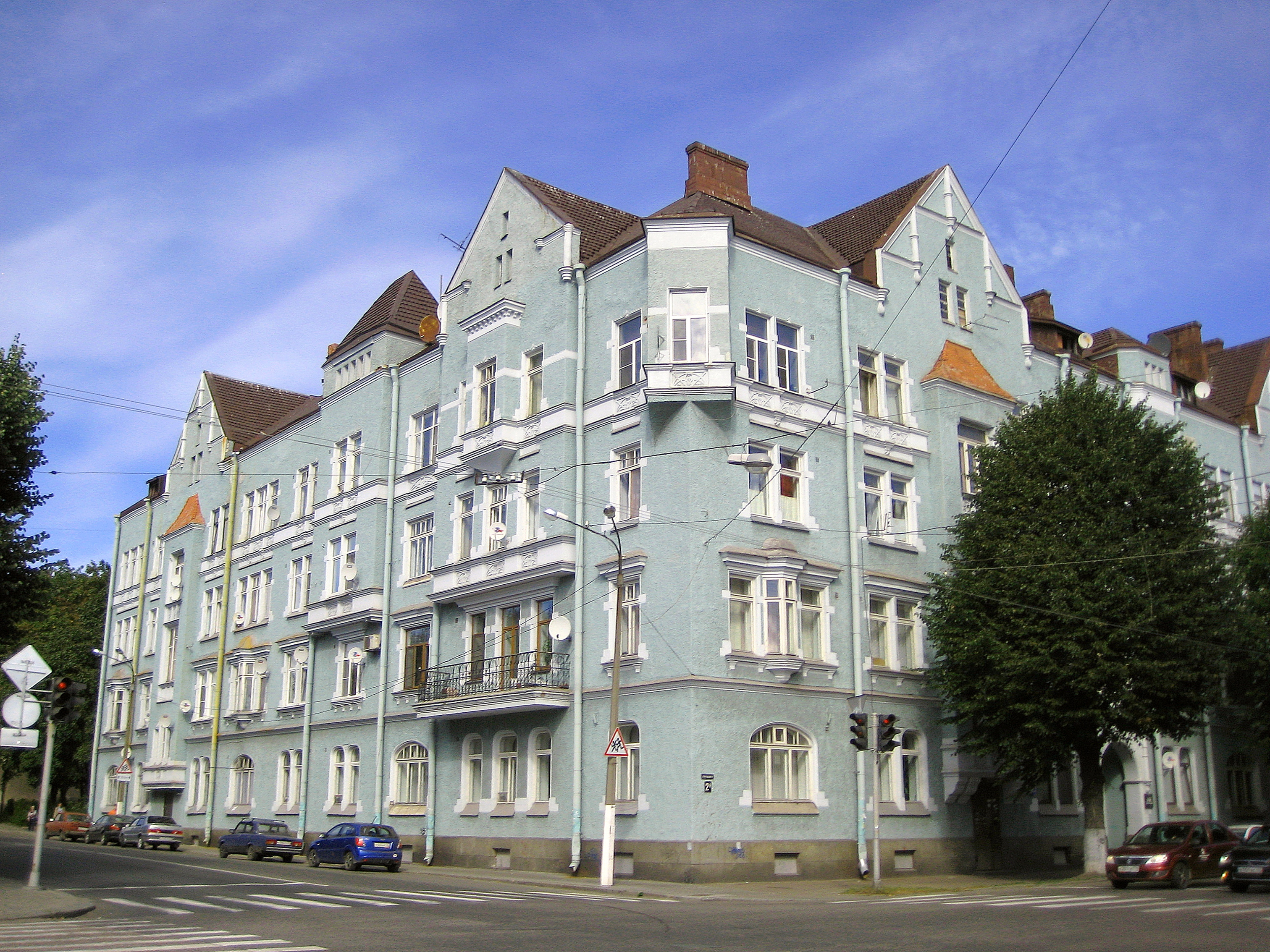
Edificio residencial diseñado por Sohlberg en Vyborg

En Finlandia, Sohlberg diseñó numerosos edificios residenciales y comerciales en diferentes partes de Vyborg y, entre otras cosas, preparó los primeros dibujos de la sinagoga de Vyborg.  Además de Vyborg, diseñó edificios al menos en Sortavala.